# Peace, Love & Truth
Albums par John Lennon
Acoustic
(2004) Working Class Hero: The Definitive Lennon
(2005)
Peace, Love and Truth est un album posthume de John Lennon, sorti en 2005. Il s'agit d'une compilation de chansons de Lennon et Yoko Ono pour la paix, sortie en Asie et en Australie.

## Titres
Sauf mention contraire, les chansons sont de John Lennon :
1. Give Peace A Chance (Remix de 2005) – 6:11
2. Gimme Some Truth – 3:16
3. Love – 3:22
4. Hold On – 1:53
5. Give Peace A Chance (Y2K+) – 3:54
6. Imagine – 3:04
7. Bring On The Lucie (Freeda People) – 4:13
8. Mind Games – 4:13
9. I Don't Want To Be A Soldier (Remix) – 6:04
10. Instant Karma! – 3:20
11. Power To The People – 3:23
12. Real Love (Version courte sans dialogue) – 4:08
13. Help Me To Help Myself – 2:09
14. I Don't Wanna Face It – 3:23
15. Bless You – 4:37
16. Happy Xmas (War Is Over) (John Lennon/Yoko Ono) – 3:34
17. Listen The Snow Is Falling (Yoko Ono) – 3:10
18. Give Peace A Chance – 4:54